# Лель, Катя
Екатери́на Никола́евна (Катя) Лель (урождённая Чупри́нина; род. 20 сентября 1974, Нальчик) — российская певица и автор песен. Заслуженная артистка России (2025), народная артистка Чечни (2008) и Кабардино-Балкарии (2009).
За время карьеры достигла популярности в странах СНГ и других странах Восточной Европы; лауреат премий «Золотой граммофон» и «Звуковая дорожка», участница фестивалей «Песня года» и «Жара». Исполнительница таких популярных песен, как «Мой мармеладный (Я не права)», «Муси-пуси», «Огни», «Я по тебе скучаю», «Горошины», «Долетай», «Две капельки»; в 2013 году выступала дуэтом со шведским певцом Боссоном с песней «Тобой живу».

## Биография

### Юные годы
Родилась в Нальчике 20 сентября 1974 года. Когда Кате исполнилось три года, отец купил пианино; Катя подпевала записям Аллы Пугачевой, Софии Ротару и других популярных исполнителей.
Училась в музыкальной школе одновременно на двух отделениях: фортепиано и хорового дирижирования. После поступила в музыкальное училище, затем в Северо-Кавказский институт искусств.
Шесть лет она была солисткой местной группы «Нальчик». Вскоре, в 1994 году, уехала в Москву. Там стала лауреатом конкурса «Музыкальный старт — 1994» и в том же году начала работать в театре Льва Лещенко. В это же время выбирает себе псевдоним Катя Лель; фамилия была позаимствована у персонажа оперы Римского-Корсакова «Снегурочка» — пастушка по имени Лель, олицетворяющего весну и любовь. Три года выступала со своей сольной программой и в бэк-вокале у Лещенко. Параллельно училась на заочном отделении Гнесинки, которую окончила в 1998 году.

### Музыкальная карьера
В 1998 году выпустила альбом «Елисейские поля». Вышли клипы «Огни» (музыка Владимира Матецкого), «Елисейские поля» (слова Ильи Резника) и «Я по тебе скучаю» (автор песни — Евгений Кемеровский). В 2000 году записала альбом «Сама». В этом же году официально сменила свою фамилию на Лель. В 2002 году вышел альбом «Между нами», куда вошла записанная с диджеем Цветковым песня «Горошины».
В 2002 году присвоено звание заслуженной артистки Кабардино-Балкарской Республики. В этом же году познакомилась с Максимом Фадеевым. В 2003 году вышли песни «Мой мармеладный (Я не права)», «Долетай», «Муси-пуси». В 2004 году вышел альбом «Джага-джага», ставший платиновым. Первая сольная программа вышла 3 и 4 апреля 2004 года в ГЦКЗ «Россия». В том же году стала лауреатом премий «Золотой граммофон», «Стопудовый хит», лауреатом премии «Авторадио» с песней «Две капельки», слова и музыку которой написала сама. Певица была номинирована на премию «Муз-ТВ» в номинации «Лучшая певица года». Неоднократный обладатель премий «Серебряный диск», Высшая лига «Лучший дуэт года», лауреат премии «Бомба года», неоднократный лауреат «Песни года».
В 2005 году вышел новый альбом «Кручу-верчу», на котором певица выступила автором и композитором шести песен, а также продюсером. Автором двух других песен «Кругом голова» и «До свидания, милый» стал Алексей Романоф.
После 2006 года стало заметно снижение популярности. С популярностью песен альбома «Муси-пуси» могла сравниться только «Две капельки», вышедшая сразу после них. Сказалась на репутации певицы и судебная тяжба с бывшим возлюбленным, продюсером и ресторатором Александром Волковым (1950—2008), который продюсировал до середины 2000-х годов (Волков умер 7 сентября 2008 года в Берлине от онкологического заболевания).
Летом 2004 года выступила с концертом в Нагорно-Карабахской Республике, из-за чего ей запретили выступать в Азербайджане. После того как певица извинилась перед азербайджанским народом и правительством, запрет был снят и она выступила с сольным концертом 30 января 2011 года в Баку.
В 2008 году вышел седьмой альбом «Я твоя». Автором к трём песням «Сделай шаг», «Время-вода», и «Крестики-нолики» стал Алексей Романоф. В этом же году, 13 марта, певице было присвоено звание народной артистки Чеченской Республики.
20 сентября 2009 года, в день празднования 35-летия, присвоено звание народной артистки Кабардино-Балкарcкой Республики.
В начале апреля 2011 года Лель и Максим Фадеев снова начали совместную деятельность. Результатом стала новая песня «Твоя» (музыка М. Фадеев и О. Серябкина), на которую был снят видеоклип (режиссёром выступил М. Фадеев).
В 2013 году Катя Лель и шведский певец Боссон записали дуэтный сингл под названием «Тобой живу», композиция является русскоязычной версией песни «Falling for U», вошедшей ранее в альбом Боссона Best of 11 — Twelve. Эту песню шведский артист написал сам, позже Еленой Зубенко была написана русскоязычная версия текста.
В сентябре того же года начались съёмки видеоклипа к синглу под руководством режиссёра Евгения Курицына. Премьера видео состоялась 17 января 2014 года.
Также в 2013 году Лель выпустила свой восьмой студийный альбом. Он получил название «Солнце любви» от одноимённого сингла, который представила вместе с клипом в поддержку пластинки. В альбом вошло 13 треков. Осенью 2014 года состоялась премьера сингла «Пусть говорят», автором которого стал Сергей Ревтов. Главную роль в клипе на эту песню сыграл хоккеист Александр Овечкин.
В 2015 году в поддержку альбома «Солнце любви» вышла сольная концертная программа в Крокус Сити холл «Пускай говорят».
В 2016 году вышла песня «Гамма-бета» на стихи Михаила Гуцериева. На данную песню певица выпустила клип с участием актёра Дмитрия Миллера.
В июле 2016 года приняла участие в фестивале «Жара», организованном Эмином Агаларовым в Баку.
14 сентября 2016 года певец Сергей Куренков и Лель представили совместный дуэт «Сумасшедшая любовь», ставший темой к сериалу «Жемчуга» на телеканале «Россия-1».
25 ноября 2017 года в эфире «Русского радио» состоялась премьера нового сингла «Придумала». Автор песни Сергей Ревтов.
20 апреля 2019 года на площадке Crocus City Hall вышла в свет сольная концертная программа «Все хорошо».
В ноябре 2023 года, песня «Мой мармеладный (Я не права)», выпущенная в России в 2004 году, стала вирусной в англоязычном тиктоке и заняла третье место в глобальной версии плейлиста Viral 50 («Топ-50 вирусных трендов») в Spotify.
10 февраля 2025 года артистке было присвоено звание заслуженной артистки Российской Федерации.

### Кино и телевидение
С 2004 года снимается в кино, дебютировав в фильме «Ландыш серебристый — 2». Сыграла саму себя в сериале «Клуб». Снялась в роли самой себя в одной из серий «Счастливы вместе». Сыграла певицу Варвару Самойлову в сериале «Тайны института благородных девиц».
С 2005 года принимает участие в различных телевизионных проектах, среди которых «Ребёнок-робот» на «ТНТ», «Слава богу, ты пришёл» на СТС, «Розыгрыш» на Первом канале, «Суперстар 2008. Команда мечты» на НТВ (2008).
Осенью 2022 года стала участницей 3-го сезона шоу «Суперстар! Возвращение» на канале НТВ и дошла до полуфинала проекта.

## Мировоззрение
В 2019 году Катя Лель впервые заявила, что имела несколько контактов с неопознанными летающими объектами из созвездия Орион. По её словам, первый контакт с пришельцами произошёл, когда ей было 16 лет: Лель и её близкие увидели «зеленое свечение», после чего у неё пропали три зуба без боли и крови. Спустя некоторое время она оказалась на космическом корабле инопланетян, где слышала их разговоры. В сентябре 2023 года певица сообщила, что обнаруженные в Мексике неизвестные существа являются инопланетянами, которые украли её зубы 32 года назад.
По заверениям Лель, пришельцы регулярно оказывают влияние на жизнь землян и уже несколько раз они спасали человечество от ядерной войны. Помимо этого певица заявляла, что обладает сакральными знаниями и может лечить людей на расстоянии. Этими способностями она якобы была наделена пришельцами взамен отнятых у неё зубов. Одной из излечившихся с помощью её дара Лель назвала балерину Анастасию Волочкову. Мировоззрение Кати Лель способствовало созданию её образа «городской сумасшедшей».

## Общественная позиция
Катя Лель поддержала российское вторжение на Украину. Выступила с концертами перед участниками военного вторжения.

## Семья
- Отец — Николай Чупринин (ум. 2002).
- Мать — Людмила Чупринина.
- Сестра (старшая) — Ирина (род. 28 февраля 1970 года).
- Муж (окт. 2008—2023) — Игорь Геннадьевич Кузнецов
- Дочь — Эмилия Кузнецова, родилась 8 апреля 2009 года.

## Дискография

### Альбомы
| Название          | Детали                                                                          |
| ----------------- | ------------------------------------------------------------------------------- |
| «Елисейские поля» | - Релиз: 1998 - Лейбл: Extraphone - Формат: CD, кассета                         |
| «Талисман»        | - Релиз: 1999 - Лейбл: RONEeS - Формат: CD, кассета                             |
| «Сама»            | - Релиз: 2000 - Лейбл: CD Land - Формат: CD, кассета                            |
| «Между нами»      | - Релиз: 2002 - Лейбл: Граммофон Рекордс - Формат: CD, кассета                  |
| «Джага-джага»     | - Релиз: 2004 - Лейбл: Монолит Рекордс - Формат: CD, кассета, цифровой          |
| «Кручу-верчу»     | - Релиз: 2005 - Лейбл: CD Land - Формат: CD, кассета, цифровой                  |
| «Я твоя»          | - Релиз: 2008 - Лейбл: Монолит Рекордс - Формат: CD, кассета, цифровой          |
| «Солнце любви»    | - Релиз: 2013 - Лейбл: Global Media Line - Формат: CD, кассета, цифровой        |
| «Моя тема»        | - Релиз: 20 сентября 2019 - Лейбл: Archer Music - Формат: CD, кассета, цифровой |
| «Сияние»          | - Релиз: 17 июня 2020 - Лейбл: Archer Music - Формат: CD, кассета               |

### Синглы
| Год                                             | Название                                    | Позиция в чартах | Позиция в чартах | Позиция в чартах | Альбом          |
| Год                                             | Название                                    | Россия           | СНГ              | Украина          | Альбом          |
| ----------------------------------------------- | ------------------------------------------- | ---------------- | ---------------- | ---------------- | --------------- |
| 2003                                            | «Мой мармеладный (Я не права)»              | —                | —                | —                | «Джага-джага»   |
| 2003                                            | «Долетай»                                   | 5                | 10               | 12               | «Джага-джага»   |
| 2003                                            | «Муси-пуси»                                 | 2                | 1                | 1                | «Джага-джага»   |
| 2004                                            | «Две капельки»                              | 28               | 9                | 6                | «Кручу-верчу»   |
| 2005                                            | «Кручу-верчу»                               | 32               | 19               | 7                | «Кручу-верчу»   |
| 2005                                            | «Я люблю тебя»                              | 40               | 40               | 28               | «Кручу-верчу»   |
| 2005                                            | «Новый год»                                 | 33               | 20               | 3                | «Я твоя»        |
| 2006                                            | «Кругом голова»                             | 86               | 68               | 15               | «Кручу-верчу»   |
| 2006                                            | «Джа-ла-ла»                                 | 78               | 72               | 5                | «Я твоя»        |
| 2006                                            | «До свидания, милый»                        | 112              | 101              | —                | «Кручу-верчу»   |
| 2006                                            | «Новогодняя история» (с Андреем Ковалёвым)  | —                | —                | 23               | без альбома     |
| 2007                                            | «Мужчина и женщина»                         | 168              | 158              | 30               | без альбома     |
| 2007                                            | «Время-вода»                                | —                | 132              | 29               | «Я твоя»        |
| 2007                                            | «Крестики-нолики»                           | 20               | 15               | 10               | «Я твоя»        |
| 2008                                            | «Это всё»                                   | 6                | 3                | 3                | «Я твоя»        |
| 2008                                            | «Если я для тебя» (с Сергеем Зверевым)      | —                | —                | —                | «Я твоя»        |
| 2008                                            | «Пойду за тобой»                            | 167              | 164              | —                | «Я твоя»        |
| 2009                                            | «Сделай шаг»                                | 19               | 19               | —                | «Я твоя»        |
| 2009                                            | «Я хотела любить»                           | 16               | 21               | —                | «Солнце любви»  |
| 2010                                            | «Шелестом листьев» (с Артёмом Артемьевым)   | —                | —                | —                | без альбома     |
| 2011                                            | «Твоя»                                      | 118              | 123              | —                | «Солнце любви»  |
| 2011                                            | «Не могу забыть»                            | —                | —                | —                | «Солнце любви»  |
| 2012                                            | «Одна под прицелом»                         | 45               | 50               | —                | «Солнце любви»  |
| 2013                                            | «На безымянной высоте»                      | —                | —                | —                | без альбома     |
| 2014                                            | «Пусть говорят»                             | 32               | 36               | —                | без альбома     |
| 2015                                            | «Гамма-Бета»                                | —                | —                | —                | без альбома     |
| 2016                                            | «Спасибо» (с группой «Рождество»)           | —                | —                | —                | «Ещё один день» |
| 2016                                            | «Сумасшедшая любовь» (с Сергеем Куренковым) | 49               | 49               | —                | без альбома     |
| 2016                                            | «Придумала»                                 | 72               | 81               | —                | без альбома     |
| 2017                                            | «Я не могу без тебя»                        | —                | —                | —                | «Моя тема»      |
| 2018                                            | «Всё хорошо»                                | —                | —                | —                | «Моя тема»      |
| 2018                                            | «Сполна»                                    | —                | —                | —                | без альбома     |
| 2019                                            | «Молчать»                                   | —                | —                | —                | без альбома     |
| 2019                                            | «Моя тема»                                  | —                | —                | —                | «Моя тема»      |
| 2020                                            | «Утону в твоих глазах»                      | —                | —                | —                | «Сияние»        |
| 2020                                            | «Делай громко» (с Тимуром Timbigfamily)     | —                | —                | —                | без альбома     |
| 2020                                            | «Буся»                                      | —                | —                | —                | без альбома     |
| 2021                                            | «Знаки» (с Black Cupro)                     | —                | —                | —                | без альбома     |
| 2021                                            | «Джана» (с Пьером Нарциссом)                | —                | —                | —                | без альбома     |
| 2021                                            | «Следуй за мной»                            | —                | —                | —                | без альбома     |
| 2021                                            | «Не плачь» (с Muti)                         | —                | —                | —                | без альбома     |
| 2022                                            | «Мы знали» (с Timz)                         | —                | —                | —                | без альбома     |
| 2022                                            | «Тай»                                       | —                | —                | —                | без альбома     |
| 2022                                            | «Тони» (с NLO)                              | —                | —                | —                | без альбома     |
| 2024                                            | «Я не она»                                  | 139              | —                | —                | без альбома     |
| 2024                                            | «Молитва»                                   | —                | —                | —                | без альбома     |
| 2024                                            | «Притяжение» (с Keneli & Zhiro)             | —                | —                | —                | без альбома     |
| 2024                                            | «Чемодан»                                   | —                | —                | —                | без альбома     |
| 2024                                            | «Под небом Москвы»                          | 92               | 170              | —                | без альбома     |
| 2024                                            | «Лючия»                                     | —                | —                | —                | без альбома     |
| 2025                                            | «Делулу» (с Betsy)                          | —                | —                | —                | без альбома     |
| Символ «—» означает, что сингл не попал в чарт. |                                             |                  |                  |                  |                 |

## Видео
| Год  | Клип                                         | Режиссёр           | Альбом                     |
| ---- | -------------------------------------------- | ------------------ | -------------------------- |
| 1998 | «Огни»                                       | Филипп Янковский   | Елисейские поля            |
| 1998 | «Елисейские поля»                            | Сергей Кальварский | Елисейские поля            |
| 1998 | «Я по тебе скучаю»                           | Сергей Кальварский | Елисейские поля / Талисман |
| 2000 | «Незабытый мой»                              | Армен Петросян     | Талисман                   |
| 2000 | «Грустное слово любовь»                      | Сергей Баженов     | Талисман                   |
| 2000 | «Сердце бьётся»                              | Юрий Грымов        | Между нами                 |
| 2001 | «Сама»                                       | Александр Игудин   | Сама                       |
| 2001 | «Горошины»                                   | Александр Игудин   | Между нами                 |
| 2002 | «Между нами»                                 | Фёдор Бондарчук    | Сама / Между нами          |
| 2003 | «Долетай»                                    | Максим Фадеев      | Джага-джага                |
| 2003 | «Мой мармеладный (Я не права)»               | Максим Фадеев      | Джага-джага                |
| 2004 | «Муси-пуси»                                  | Максим Фадеев      | Джага-джага                |
| 2004 | «Две капельки»                               | Ирина Миронова     | Кручу-верчу                |
| 2005 | «Кручу-верчу»                                | Ирина Миронова     | Кручу-верчу                |
| 2005 | «Я люблю тебя»                               | Андрей Василенко   | Кручу-верчу                |
| 2006 | «До свидания, милый»                         | Григорий Шугаев    | Кручу-верчу                |
| 2006 | «Новогодняя история» (feat. Андрей Ковалёв)  | Семён Горов        | без альбома                |
| 2007 | «Мужчина и женщина» (feat. Андрей Ковалёв)   | Семён Горов        | без альбома                |
| 2007 | «Крестики-нолики»                            | Евгений Курицын    | Я твоя                     |
| 2008 | «Это всё»                                    | Евгений Курицын    | Я твоя                     |
| 2008 | «Если я для тебя» (feat. Сергей Зверев)      | Резо Гигинеишвили  | Я твоя                     |
| 2011 | «Твоя»                                       | Максим Фадеев      | Солнце любви               |
| 2013 | «Солнце любви»                               | Олеся Кустова      | Солнце любви               |
| 2014 | «Тобой живу» (feat. Bosson)                  | Евгений Курицын    | без альбома                |
| 2014 | «Пусть говорят»                              | Сергей Ткаченко    | без альбома                |
| 2016 | «Гамма-бета»                                 | Евгений Курицын    | без альбома                |
| 2017 | «Сумасшедшая любовь» (feat. Сергей Куренков) | Александр Сюткин   | без альбома                |
| 2017 | «Придумала»                                  | Serghey Grey       | без альбома                |
| 2017 | «Я не могу без тебя»                         | Олеся Алейникова   | Моя тема                   |
| 2018 | «Всё хорошо»                                 | Олеся Алейникова   | Моя тема                   |
| 2018 | «Сполна»                                     | Григорий Геворгян  | без альбома                |
| 2021 | «Делай громко» (feat. Тимур TIMBIGFAMILY)    | Светозар Маслаков  | без альбома                |
| 2022 | «Тони» (feat. NLO)                           | Алексей Архипов    | без альбома                |

## Награды
- Заслуженный артист Российской Федерации (10 февраля 2025 года) — за вклад в развитие отечественной культуры и искусства, многолетнюю плодотворную деятельность[22]
- Народный артист Чеченской Республики (13 марта 2008 года) — за выдающийся вклад в развитие музыкального искусства, укрепление дружбы между народами[36]
- Народный артист Кабардино-Балкарской Республики (20 сентября 2009 года)
- Заслуженный артист Кабардино-Балкарской Республики (2002 год)

Три статуэтки премии «Золотой граммофон»:
- 2001 — «Горошины»
- 2003 — «Мой мармеладный (Я не права)»
- 2004 — «Долетай»

Лауреат фестиваля «Песня года»:
- 2001 — «Горошины»
- 2003 — «Мой мармеладный (Я не права)» и «Долетай»
- 2004 — «Муси-пуси» и «Две капельки»

Участвовала в отборочном туре фестиваля с песнями: «Огни» (1998), «Незабытый мой» (1999), «Золотой» (2000), «Между нами» (2002), «Кручу-верчу» (2005).
Другие значимые музыкальные премии:
- В 1999 году победа на премии «Овация» в номинации «Лучший альбом» («Елисейские поля»), а в 2000 году — в номинации «Лучший клип» («Незабытый мой»).
- В 2004 году получила премии «Стопудовый хит» и «Бомба года» за песню «Муси-пуси».